# Microlaena
Genre
Microlaena est un genre de plantes monocotylédones de la famille des Poaceae, sous-famille des Oryzoideae, originaire des régions tropicales du Sud-Est asiatique et d'Australasie, qui comprend une dizaine d'espèces. Certains auteurs incluent les genres Microlaena et Tetrarrhena dans Ehrharta.
Ce sont des plantes herbacées, annuelles ou vivaces, de 5 à 150 cm de haut, aux inflorescence en panicules ou racèmes.
Une espèce, Microlaena stipoides est cultivée en Australie comme plante fourragère ou pour la création de pelouses.

## Liste d'espèces
Selon Tropicos (27 janvier 2017) (Attention liste brute contenant possiblement des synonymes) :
- Microlaena acuminata (R. Br.) Mez
- Microlaena avenacea (Raoul) Hook. f.
- Microlaena carsei Cheeseman
- Microlaena ciliativertex Ohwi
- Microlaena colensoi (Hook. f.) J.C. Sm.
- Microlaena diarrhena (F. Muell.) Mez
- Microlaena giulianettii Stapf
- Microlaena gunnii Hook. f.
- Microlaena micranthera Ohwi
- Microlaena polynoda (Hook. f.) Hook. f.
- Microlaena ramosissima Colenso
- Microlaena stipoides (Labill.) R. Br.
- Microlaena tasmanica (Hook. f.) Hook. f. ex Benth.
- Microlaena thomsonii (Petrie) Petrie